# Lavington
Lavington est une ville australienne située dans la zone d'administration locale d'Albury, dans la région de la Riverina en Nouvelle-Galles du Sud.

## Géographie
Lavington est située dans la plaine du Murray au nord du centre d'Albury et constitue la banlieue la plus peuplée de la ville d'Albury. Traversée par le ruisseau Bungambrawatha, elle est entourée par les banlieues de Springdale Heights au nord, de Thurgoona à l'est, d'Albury Nord au sud et de la Vallée Hamilton à l'ouest.

## Histoire
Avant l'arrivée des Européens, la région était habitée par le peuple Wiradjuri.
Appelée à l'origine du nom de Black Range, la localité, alors connue pour ses cultures, ses vergers et sa mine d'or, est rebaptisée Lavington le 15 juin 1909. Elle fait partie du comté de Grand Hume avant d'être rattachée à Albury dans les années 1950.

## Démographie
| Année | Population |
| ----- | ---------- |
| 2006  | 12 477     |
| 2016  | 12 472     |
| 2021  | 13 073     |